# Льодобур (альпінізм)
Альпіністський льодобу́р — пристрій для організації страховки на льодовому схилі в альпінізмі і льодолазінні.

## Будова льодобура
Являє собою порожнистий металевий стрижень із зовнішньою різьбою і з закріпленим на його кінці вушком для карабіна. На тому кінці металевого стрижня, яким він вкручується (входить) в кригу, є спеціально заточені зубці, що дозволяє вкручувати льодобур в лід рукою з невеликим зусиллям. Льодобур вкручується в льодовий схил під прямим кутом на всю глибину стрижня. При закручуванні його в кригу, в порожню трубу видавлюється стовпчик льоду. Після того, як льодобур вкручений в лід до кінця, зверху залишається тільки проушина для карабіна, в яку заклацується карабін, а через нього пропускається страхувальна мотузка. Завдяки різьбі льодобур міцно сидить в кризі і при зриві за допомогою мотузки можна зупинити падіння. Довжина льодобура становить 10-23 см.

## Застосування
Льодобури почали застосовуватися в альпінізмі з 1960-х років. Вони прийшли на зміну льодовим гакам, що застосовувалися раніше, так званим «морквинам», які були загостреними металевими стрижнями із закріпленим на кінці вушком, які просто вбивалися в кригу молотком або айсбайлем. Надійність кріплення була в порівнянні з льодобуром значно нижче. Вага «морквини» перевищував вага льодобура в кілька разів.
Добре закручений льодобур витримує силу навантаження, що дорівнює приблизно 10 кілоньютонам. Випробування, проведені німецьким альпклубом спільно з виробниками льодобурів, показали, що великі льодобури (20 см) витримують навантаження до 40 кілоньютонів.
Завдяки своїй легкості та зручності застосування льодобури стали застосовуватися не тільки в альпінізмі, але і в інших сферах діяльності. Наприклад, для закріплення наметів на льоду при підльодному лові риби.

## Ресурси Інтернету
- Video of ice screw placement
- Ice screw research by Beverly, M. M-PAS and Attaway, S. PhD
- Another ice screw placement research [Архівовано 26 лютого 2012 у Wayback Machine.]
- Video of ice screw testing